# Maximilianstraße (Bad Reichenhall)
Die Maximilianstraße ist eine Straße in der oberbayerischen Kurstadt Bad Reichenhall.

## Beschreibung

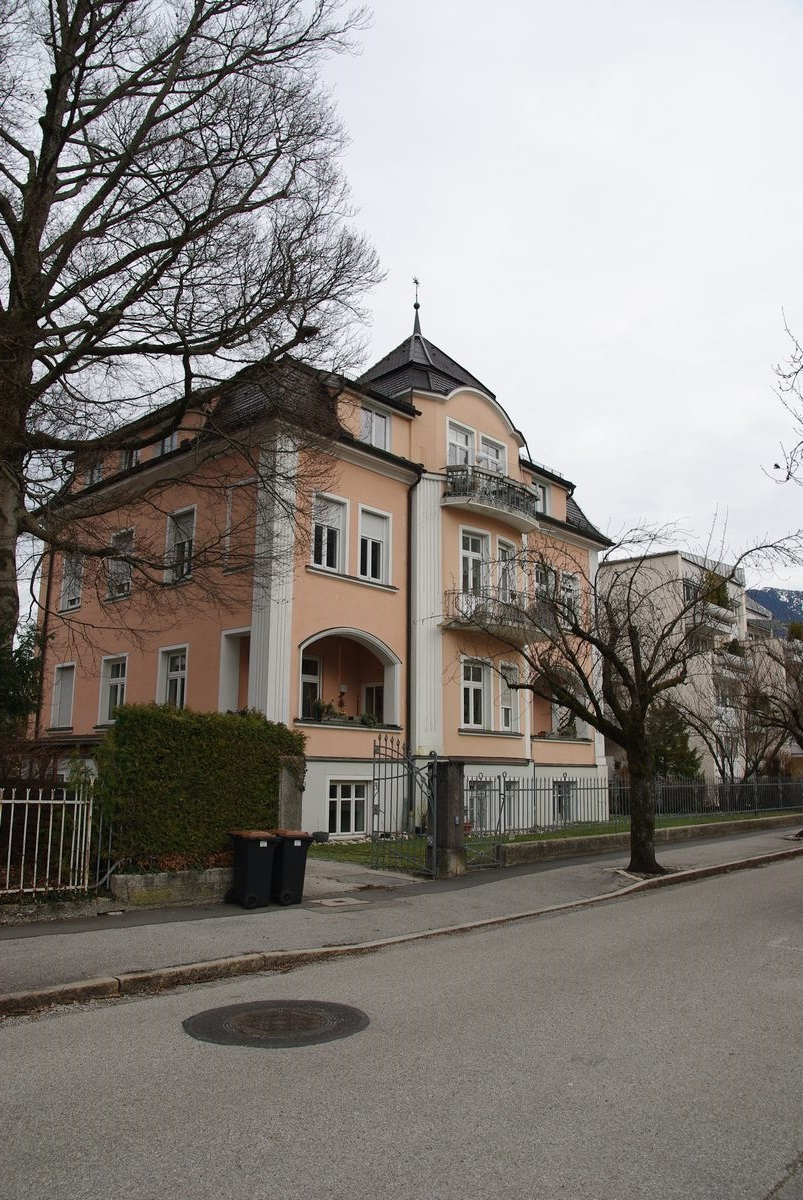
Villa Stella, Maximilianstraße 6

Die Maximilianstraße beginnt an der Wittelsbacherstraße, unterquert die Bahnstrecke Bad Reichenhall–Berchtesgaden und verläuft zwischen Luitpold- und Kurfürstenstraße in nordwestlicher Richtung bis zur Goethestraße.
Die Maximilianstraße ist nach König Maximilian II. von Bayern benannt. Dieser hielt sich ab 1848 mehrmals zur Kur in der Stadt auf und trug auch damit zur wachsenden Bekanntheit des Kurortes bei.

## Geschichte
Wie auch in umliegenden Straßen entstanden in der Maximilianstraße zur Blütezeit des Kurortes um 1900 unzählige Villen und Kurpensionen.
1905 ließ der Kirchenmaler Leonhard Thoma die Villa Stella an der Maximilianstraße 6 bauen und lebte dort längere Zeit.  Die Fresken im Jugendstil schuf Thoma selbst, Fotos davon und die Entwürfe sind im Familienbesitz erhalten geblieben. An der Ostseite Madonna im Rosenhag, an den Loggien an der westlichen Straßenseite „vier Genien“; Rose/Margerite und Myrte/Lilie. Der Entwurf zur Villa Stella stammte vermutlich von Thomas Schwager Dominikus Böhm. Dieser entwarf auch das benachbarte Haus Maximilianstraße 2 und vermutlich auch die Villa Glücksburg an der Ecke zur Wittelsbacherstraße. Nach dem Ersten Weltkrieg verkaufte Thoma die Villa Stella an eine Fürstin des Hauses Schwarzburg-Sondershausen. Diese ließ die Villa umbauen und die Loggien mit Mauerwerk verschließen. Im Zuge dieser Umbaumaßnahmen gingen auch die von Thoma geschaffenen Fresken verloren. Der Umbau hatte einen Bericht der Baupolizei vom 13. Dezember 1918 zur Folge, die Baumaßnahmen wurden am 14. Mai 1919 nachträglich genehmigt.
Beim Luftangriff auf Bad Reichenhall am 25. April 1945 erlitt die Maximilianstraße, die weit genug von den Angriffszielen – den beiden Bahnhöfen der Stadt – entfernt lag, kaum nennenswerte Schäden. Lediglich aus der Maximilianstraße 16 wurden leichte Schäden gemeldet.

## Baudenkmäler
| Adresse           | Name                 | Beschreibung | erbaut     | Lage | Bild |
| ----------------- | -------------------- | --- | ---------- | ---- | ---- |
| Maximilianstr. 2  | Gartenwohnhaus       | Zweigeschossiger Walmdachbau mit polygonalem Mittelerker auf Säulenstellung von Dominikus Böhm. Vorgelagerter Garten, axial angelegt mit vertieftem Parterre und Brunnen. | 1910–1911  | ▼    |      |
| Maximilianstr. 8  | Kurpension Laxenburg | Eckbau, asymmetrisch mit Giebelrisaliten, Erkerturm, Loggien mit eisernen Balkons und zugehörigem eisernen Gartenzaun. | um 1900    | ▼    |      |
| Maximilianstr. 9  | Villa Charlott       | Kurpension, malerisch gruppierter Bau in Ecklage, zweigeschossig über hohem Sockel, mit polygonalem Erkerturm, Quergiebelrisaliten mit vorkragenden Schopfwalmdächern, barockisierender Putzgliederung und reich verzierten hölzernen Balkonbrüstungen, von Curt Kleditsch. | 1904       | ▼    |      |
| Maximilianstr. 10 | Villa                | Villa, repräsentativer und malerisch gruppierter Bau in Ecklage, dreigeschossig mit Walm- und Satteldächern über hohem Sockel mit polygonalem Eckerkerturm, Risaliten, Belvedereturm und Putzgliederung, in historisierender Formensprache, nach Plänen von Baumeister C. Hochbichler, 1899. Umbau zum Erholungsheim der Diakonissenstation von Neuendettelsau, nach Plänen von Baumeister Franz Schubert, 1912. Mit schmiedeeiserner Einfriedung, gleichzeitig. | 1899, 1912 | ▼    |      |
| Maximilianstr. 18 | Landhaus             | Landhaus, eingeschossiges Fertighaus aus Holz mit Satteldach über Betonsockel mit Eckerker und vorgelagerter Terrasse, im alpenländischen Heimatstil, nach Plänen der Bayerischen Holz-Hausbau-Gesellschaft München, 1923. Gartenhaus, eingeschossiger Satteldachbau in Holzbauweise, gleichzeitig. | 1923       | ▼    |      |